# Niccolò Persichetti
Niccolò Persichetti Ugolini (L'Aquila, 1849 – L'Aquila, 1915) è stato un archeologo e filologo italiano.

## Biografia

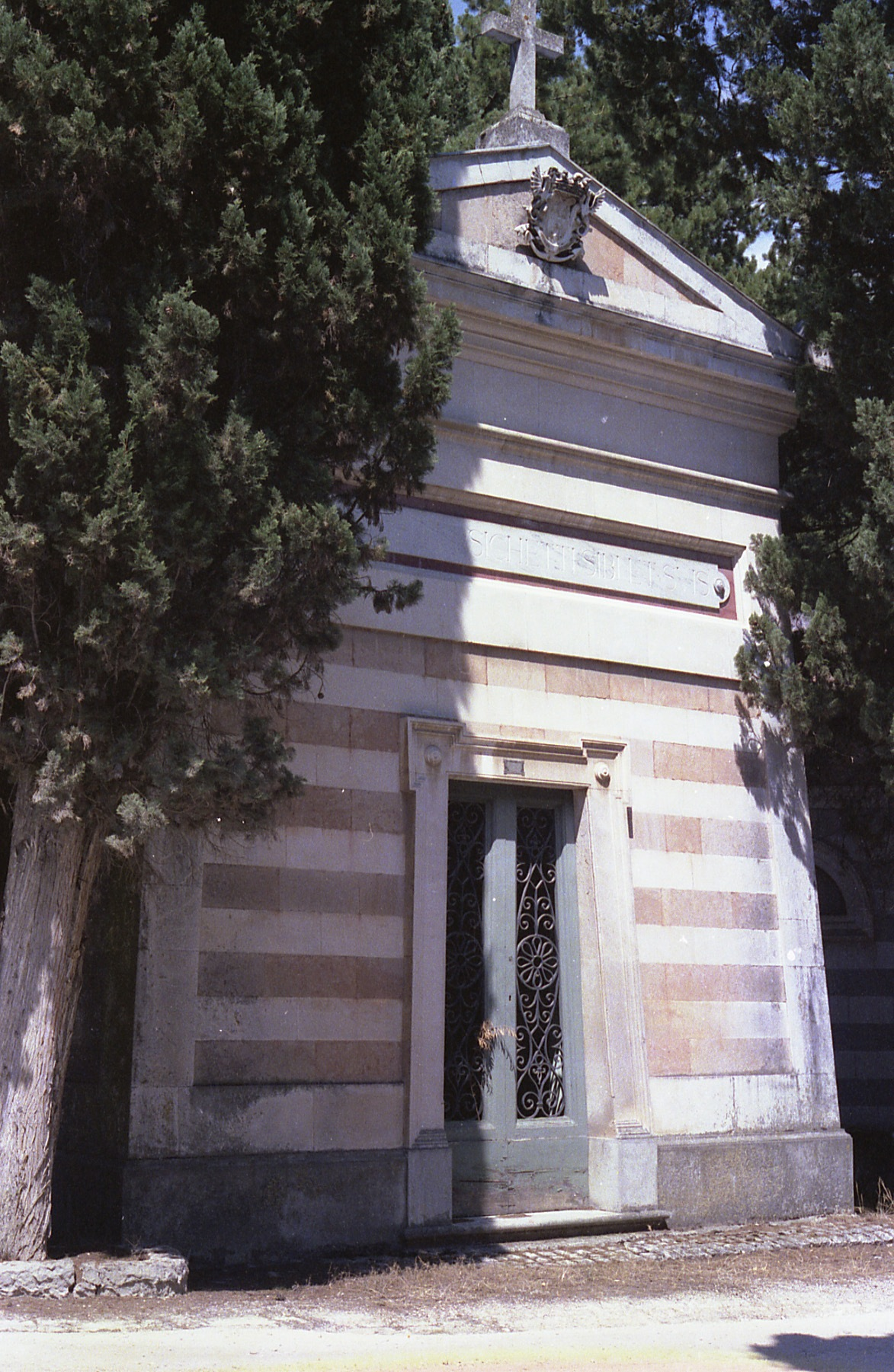
La cappella dei marchesi Persichetti nel cimitero monumentale dell'Aquila.

Di nobili origini, nacque all'Aquila dove visse tutta la vita e dove sposò la ternana Teresa Montani Leoni. Fu archeologo e filologo di fama mondiale e si mise in luce con il Dizionario di pensieri e sentenze d'autori antichi e moderni d'ogni nazione, pubblicato nel 1878, che riscosse un ottimo successo di critica. 
Fece parte della commissione conservatrice per i monumenti e gli scavi d'antichità della provincia di Aquila; in questa veste, con Antonio De Nino, fu promotore della campagna di scavo nell'area della città sabina di Amiternum, durante la quale furono portati alla luce alcuni importanti reperti come il calendario amiternino oggi al Museo nazionale d'Abruzzo.

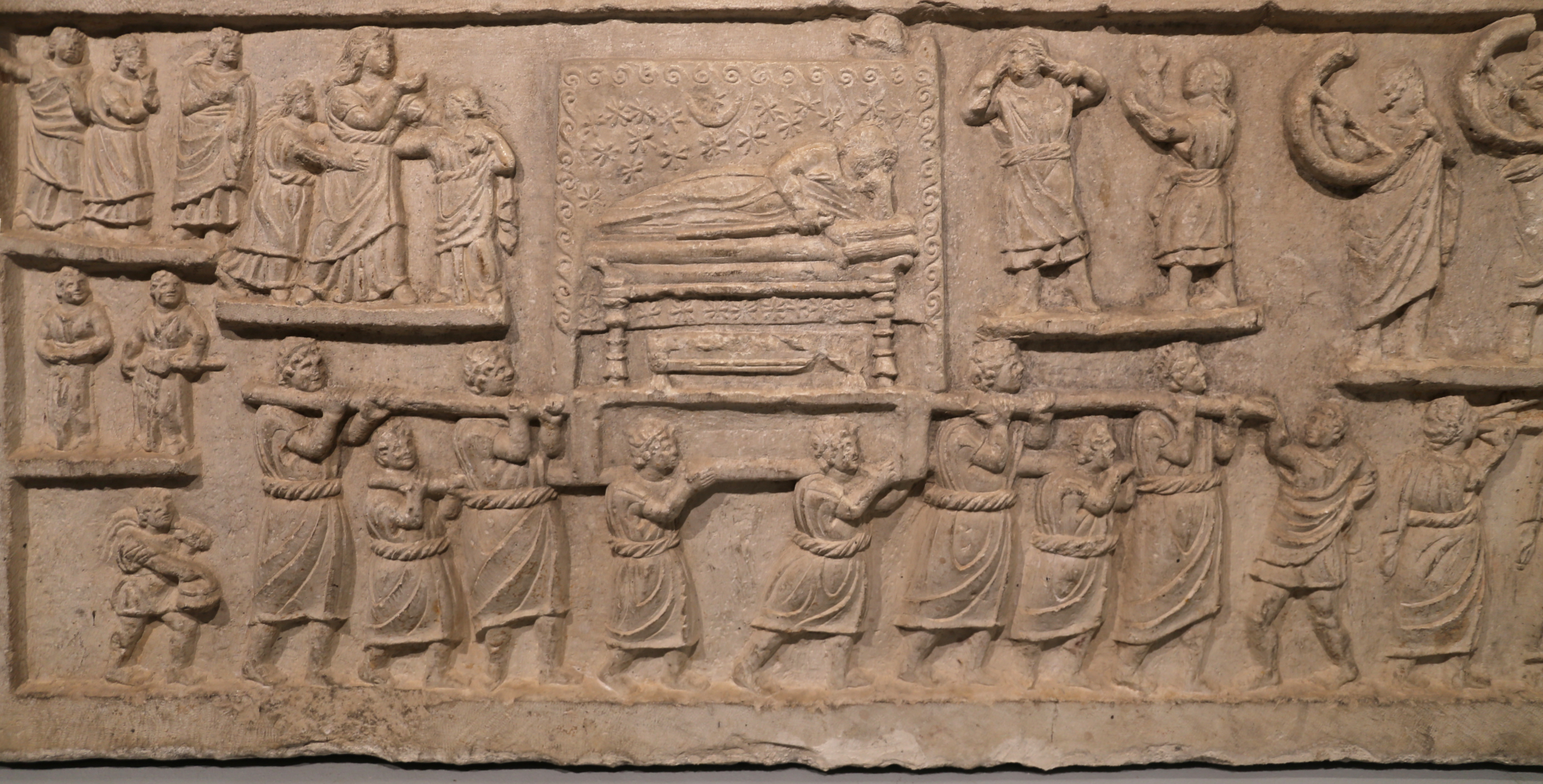
Bassorilievo del I sec.d.C. con scena di corteo funebre, rinvenuta da Persichetti ad Amiternum, oggi conservata nel Museo nazionale d'Abruzzo all'Aquila.

Il Persichetti era noto inoltre per le sue idee libertarie nei confronti della comunità omosessuale; divenne amico fraterno dello scrittore tedesco Karl Heinrich Ulrichs — considerato uno dei fondatori nonché uno dei più illustri esponenti del primo movimento omosessuale — e, alla sua morte avvenuta nel 1895, ne accolse le spoglie nel sacrario di famiglia, nel cimitero monumentale dell'Aquila, dove sono tuttora.
Con decreto ministeriale del 1910, fu insignito con il titolo di marchese di Colbuccaro. Morì poco dopo, nel 1915.
Il comune dell'Aquila gli ha intitolato una strada del centro storico.

## Opere
- Niccolò Persichetti, Della morale e dell'istruzione in rapporto alla civiltà, Napoli, Stamperia Fibreno, 1872.
- Niccolò Persichetti, Dizionario di pensieri e sentenze d'autori antichi e moderni d'ogni nazione, Milano, Fratelli Rechiedei, 1878.
- Niccolò Persichetti, Viaggio archeologico sulla via Salaria nel circondario di Cittaducale, Roma, Accademia dei Lincei, 1893.
- Niccolò Persichetti, Alla ricerca della Via Cæcilia, Roma, Accademia dei Lincei, 1898.
- Niccolò Persichetti, La Via Salaria nei circondarii di Roma e Rieti, Roma, Accademia dei Lincei, 1904.